# Alenka Urbančič
Alenka Urbančič, slovenska političarka, * ?.
Med 1. aprilom 1993 in 31. marcem 1997 je bila državna sekretarka Republike Slovenije na Ministrstvu za kmetijstvo, gozdarstvo in prehrano Republike Slovenije.